# Krzysztof Sobieraj
Krzysztof Sobieraj (ur. 25 sierpnia 1981 w Kielcach) – polski piłkarz i trener piłkarski.

## Kariera zawodnicza
Wychowanek Korony Kielce, w której występował w zespołach juniorskich. Później występował w Błękitnych Kielce, Spartakusie Daleszyce, Piaście Chęciny oraz KSZO Ostrowiec Świętokrzyski. Wiosną sezonu 2000/01 trafił do Stara Starachowice, skąd po pół roku odszedł do Heko Czermno. Po jesieni trafił do Nidy Pinczów, a przed sezonem 2002/03 związał się z drużyną MKS Końskie. Po pół roku przeniósł się do Busko-Zdroju, gdzie wzmocnił miejscowy AKS. Rundę wiosenną sezonu 2003/04 spędził w Tłokach Gorzyce, gdzie zauważyła go Arka Gdynia.
Po przeniesieniu się do Trójmiasta zagrał w 32 ligowych meczach Arki na zapleczu Ekstraklasy, przyczyniając się do powrotu drużyny na najwyższy szczebel rozgrywek. W dwóch kolejnych sezonach był podstawowym zawodnikiem gdyńskiej drużyny, rozgrywając w Ekstraklasie 44 spotkania. W sezonie 2007/08, po spadku drużyny z Ekstraklasy, nadal stanowił o jej obliczu, notując w I lidze 25 występów (w tym 24 w pełnym wymiarze czasu). Z Arką rozstał się po rundzie wiosennej sezonu 2008/09, po tym jak został usunięty z drużyny wskutek skazania go przez sąd na 8 miesięcy więzienia w zawieszeniu na 4 lata, za udział w aferze korupcyjnej. Komisja Dyscyplinarna Polskiego Związku Piłki Nożnej ukarała zawodnika karą 6 miesięcy dyskwalifikacji w zawieszeniu na 2 lata i 5 tys. zł grzywny.
Jesienią sezonu 2009/10 został grającym trenerem, występującej w III lidze, Lubrzanki Kajetanów. Przed rundą wiosenną sezonu 2009/10 po otrzymaniu propozycji z II-ligowej Olimpii Elbląg, zdecydował się podpisać kontrakt z nowym klubem.

## Kariera trenerska
We wrześniu 2009 został grającym trenerem Lubrzanki Kajetanów, zmieniając Krzysztofa Stockiego, który podał się do dymisji. Z Lubrzanką związał się kontraktem do grudnia. W 10 spotkaniach pod wodzą Sobieraja drużyna zanotowała 2 zwycięstwa i 1 remis. Grający trener wystąpił we wszystkich meczach, grając pełne 90 minut i strzelając 1 bramkę. Drużyna zajęła jednak po 17 jesiennych kolejkach przedostatnie miejsce w tabeli. Przed rundą wiosenną Sobieraj został zawodnikiem Olimpii Elbląg. W latach 2018–2019 był trenerem młodzieży w zespołach KP Frajda Gdynia oraz GAP Dąbrowa. W 2019 był asystentem trenera Leszka Ojrzyńskiego w występującej w Ekstraklasie Wiśle Płock. W latach 2019–2020 był asystentem trenera Aleksandra Rogicia w ekstraklasowej Arce Gdynia. W marcu 2020 po dymisji serbskiego szkoleniowca objął funkcję pierwszego trenera drużyny. Po dwóch miesiącach pracy i zmianach właścicielskich został zwolniony. W latach 2020–2021 był trenerem trzecioligowego zespołu KP Starogard Gdański. W 2021 trener Leszek Ojrzyński powołał go do swojego sztabu trenerskiego po objęciu posady szkoleniowca Stali Mielec, natomiast ze względu na udział Sobieraja w aferze korupcyjnej, klub występujący w Ekstraklasie nie przedstawił mu propozycji kontraktu.

## Konflikty z prawem

### Udział w aferze korupcyjnej
W 2007 został oskarżony o czyn z art. 258 § 1 kodeksu karnego, tj. udział w związku przestępczym mającym na celu nieuczciwe zachowania w związku z organizacją profesjonalnych zawodów sportowych. Piłkarz miał 25 sierpnia 2004 w Gdyni, podczas meczu, obiecać Piotrowi A. - sędziemu głównemu meczu II ligi piłki nożnej Arka Gdynia – RKS Radomsko korzyść majątkową w kwocie 10.000 złotych, zaś w dniu następnym wraz z Wiesławem K.,  Mariuszem W. i innymi osobami udzielić Piotrowi A. korzyści majątkowej w kwocie nie mniejszej niż 4000 zł, w zamian za nieuczciwe zachowanie tego sędziego podczas rozegranego 25 sierpnia 2004 roku spotkania pomiędzy Arką Gdynia i RKS Radomsko, polegające na podejmowaniu decyzji sędziowskich korzystnych dla Arki Gdynia, mających na celu zapewnienie osiągnięcia korzystnego wyniku sportowego dla tego klubu w tym meczu oraz zapewnienia korzystnego wyniku sportowego w rozgrywkach o mistrzostwo II ligi piłkarskiej w sezonie 2004/2005. Piłkarz nie przyznał się do zarzucanego czynu. W 2009 Sąd Okręgowy we Wrocławiu uznał piłkarza za winnego i skazał go na karę 8 miesięcy więzienia w zawieszeniu na 4 lata. W lipcu 2009 Sobieraj udzielił wywiadu Gazecie Wyborczej, w którym wyjaśniał swój udział w aferze.

### Zarzuty fałszerstwa
14 grudnia 2021 został zatrzymany pod zarzutem z art. 277a kodeksu karnego, tj. fałszowania faktury lub używania sfałszowanej faktury z kwotą określającą mienie wielkiej wartości. Zatrzymanie miało związek ze śledztwem dotyczącym grupy przestępczej zajmującej się wyłudzeniami podatku VAT i wystawianiem fałszywych faktur na prace i usługi. 16 grudnia 2021 sąd zadecydował o trzymiesięcznym tymczasowym aresztowaniu Sobieraja.